# بروس ويبر (مسير رياضي)
بروس ويبر (بالإنجليزية: Bruce Weber)‏ هو مسير رياضي أسترالي، ولد في 1951، وتوفي في 13 أبريل 2006.